# Jan III. Romka
Jan III. Romka († 19. listopadu 1301) byl sedmnáctý vratislavský biskup (1292–1301).

## Život
Jan Romka pocházel podle (soudobými prameny nedoloženého) tvrzení polského kronikáře Jana Długosze z rodu znaku Sulima. Poprvé je zmiňována v listině z 3. června 1267 jako kaplan vratislavského biskupa Tomáše II. V jeho nejbližším okolí působil až do Tomášovy smrti. Již roku 1268 je uváděn jako kanovník vratislavské katedrální kapituly a rovněž jako magistr, což ukazuje na to, že získal univerzitní vzdělání, pravděpodobně v Itálii. Po boku Tomáše II. zůstal i v průběhu jeho konfliktu se slezským (vratislavským) knížetem Jindřichem IV. Probem, včetně biskupova vyhnanství v Ratiboři v letech 1285–1287. Od března roku 1287 byl Jan Romka i děkanem kolegiátní kapituly v Hlohově. Po smrti Tomáše II. (15. března 1292) zvolila Jana vratislavská katedrální kapitula novým biskupem dne 24. dubna právě Jana Romku, a to zejména hlasy polských členů kapituly proti kandidátovi německých duchovních a slezských knížat, zaháňskému knížeti Konrádovi II. Hrbatému. Papež volbu potvrdil.

Erb rodu Sulima

Jan Romka ve své biskupské činnosti navazoval na dědictví svého mentora Tomáše II. Hlavním úkolem bylo uchovat a upevnit rozsáhlá církevní privilegia, včetně faktické nezávislosti biskupského území okolí Nisy a Otmuchova, které vratislavskému biskupství přiznal tzv. velkým privilegiem na smrtelném loži kníže Jindřich Probus. Dolnoslezská knížata, Probovi bratranci Jindřich V. Tlustý (Lehnický), Boleslav I. Surový (Javorský) a Jindřich III. Hlohovský, biskupovy nároky neuznali, ba prohlašovali příslušnou listinu za padělek. Janu Romkovi se podařilo pozice církve obhájit díky obratnému využívání sporů mezi zmíněnými knížaty o dědictví po bezdětném Jindřichu Probovi i jejich konfliktů mimo vlastní Slezsko. Mohl se rovněž spoléhat na podporu ostatních polských biskupů a papeže Bonifáce VIII., prozíravě si však také za spojence zvolil českého krále Václava II., jehož vliv v Polsku a ve Slezsku nabíral na významu a vyvrcholil Přemyslovcovou korunovací za polského krále roku 1300.
Nejpodnikavějším ze slezských knížat byl Boleslav (Bolek) I. Surový. Za podporu, kterou svému bratru Jindřichovi prokázal při ovládnutí Vratislavska, získal ke svému javorskému údělu rovněž Svídnicko a Minstrbersko. Tím se stal bezprostředním sousedem biskupské državy na jižním pomezí Dolního a Horního Slezska, která se právě v této době definitivně formovala v Nisské knížectví, a vznesl nároky především na široké pohraniční oblasti, jež za knížecí považoval již Jindřich Probus. Bolek I. zmíněná území roku 1294 vojensky obsadil a začal je i spravovat a vojensky opevňovat (na území dnešní České republiky například vybudoval opevnění v Bělé a vykoupil ze soukromých rukou hrad Kaltenštejn). Bolkovi lidé dokonce napadli a oloupili průvod biskupa Jana Romky ubírající se z Nisy do Třebnice.
Biskup odpověděl exkomunikací knížete Bolka a na diecézním synodu roku 1296 vyhlásil dokonce interdikt nad celým panstvím knížete. Vedle rozhodné podpory ze strany papeže získal podporu Václava II. S tím měl totiž Bolek I. značné neshody: zabránil Václavovi ve vojenské výpravě, která měla uplatnit dědické nároky českého krále Vratislavské knížectví, a navíc vznášel nároky na Kladsko, které patřívalo Jindřichu Probovi, ale ten je závětí odkázal českému králi. S tím ostatně souvisela Bolkova starost o opevnění jižní hranice svého knížectví. Církevní i královský nátlak, jakož i starosti se správou Vratislavského knížectví po zemřelém bratru Jindřichu V. a vysilující spor s Jindřichem II. Hlohovským, nakonec přiměly Bolka I. podrobit se roku 1297 rozhodčímu výroku, který 13. dubna předchozího roku vynesl Václavovi II. blízký krakovský biskup Jan Muskata. Bolek byl v zásadě nucen uznat všechny výsady biskupství i nezávislost nisko-otmuchovského panství na knížecí moci. Z dříve obsazeného území si mohl ponechat jen několik vsí v okolí města Pačkova a také hrádek Nový Dvůr (pol. Nowy Dwór, něm. Neuhaus) v bezprostřední blízkosti města.
Obdobný scénář se opakoval o něco později ve sporu s Jindřichem III. Hlohovským. Roku byl 1299 zaháňský kníže a dřívější protikandidát biskupa Jana Romka, pro duchovní kariéru určený Konrád II. Hrbatý, zvolen do prestižní funkce akvilejského patriarchy. Do Aquileje však nikdy nedorazil, neboť se cestou dozvěděl, že mu papež Bonifác VIII. odmítl vydat potvrzení. Navrátil se tedy do Slezska, avšak jeho Jindřich III. mezitím Zaháňské knížectví zabral a odmítl je bratrovi vydat, dokonce jej uvěznil. Biskup Jan intervenoval pomocí exkomunikace knížete i jeho vazalů (s tušenou podporou četných odpůrců hlohovského knížete, mj. Václava II.). Jindřich III. byl donucen Konrádovi II. Zaháň opět vydat a navíc potvrdit ze své strany všechna privilegia vratislavského biskupství (24. dubna 1300).
Oproti této politické angažovanosti nejsou zprávy o činnosti biskupa Jana Romka v samotné správě diecéze četné. Přes korektní vztah k hnězdenskému arcibiskupovi Jakubu Świnkovi se na rozdíl od svých předchůdců neúčastnil synod polského kněžstva ani takových příležitostí, jako byly hnězdenské korunovace králů Přemysla II. (1295) a Václava II. (1300) (opačný údaj kronikáře Jana Długosze je zřejmě mylný).
Biskup Jan III. Romka zemřel 19. listopadu 1301 při epidemii a byl pochován v presbyteriu dosud nedostavěné vratislavské katedrály.